# 정문형
정문형(鄭文炯, 1427 ~ 1501)은 조선 초기의 문신이다. 자는 명숙(明叔), 호는 야수(野叟), 본관은 봉화이다. 개국공신인 영의정 정도전의 증손이다. 연산군 때 우의정까지 지냈다.

## 생애
세조 때 주서, 예조좌랑, 교리, 승문원교리, 검상, 사인, 낭청, 의정부사인, 보덕, 좌사간대부, 경상도관찰사, 함길도절도사, 절제사, 첨지중추부사, 변정원판결사, 판결사, 장례원판결사, 성절사, 절도사, 개성부윤을 지냈고 예종 때 종사관, 개성부유수를 지냈고 성종 때 병조참판, 평안도관찰사, 영안도관찰사, 절도사, 형조판서, 평안도절도사, 제조, 지중추부사, 강원도관찰사, 선공감제조, 이조판서, 우찬성, 호조판서, 우참찬, 선공감제조, 경상도순변사, 경상도순찰사를 지냈고, 연산군 때 좌참찬, 우찬성, 판중추부사, 지경연사, 도총관을 거쳐 우의정에 이르렀다. 시호는 양경(良敬)이다.